# Houville-la-Branche
Houville-la-Branche är en kommun i departementet Eure-et-Loir i regionen Centre-Val de Loire strax norr om centrala Frankrike. Kommunen ligger i kantonen Auneau som tillhör arrondissementet Chartres. År 2022 hade Houville-la-Branche 414 invånare.

## Befolkningsutveckling
Antalet invånare i kommunen Houville-la-Branche
Referens:INSEE